# Капи
Капи (фр. Cappy) насеље је и општина у североисточној Француској у региону Пикардија, у департману Сома која припада префектури Перон.
По подацима из 2011. године у општини је живело 534 становника, а густина насељености је износила 44,84 становника/km². Општина се простире на површини од 11,91 km². Налази се на средњој надморској висини од 65 метара (максималној 96 m, а минималној 36 m).

## Демографија
| 1962. | 1968. | 1975. | 1982. | 1990. | 1999. | 2011. |
| ----- | ----- | ----- | ----- | ----- | ----- | ----- |
| 529   | 549   | 513   | 510   | 484   | 485   | 534   |

График промене броја становника у току последњих година